# 1802 Zhang Heng
1802 Zhang Heng eller 1964 TW1 är en asteroid i huvudbältet som upptäcktes den 9 oktober 1964 av Purple Mountain-observatoriet i Nanjing, Kina. Den är uppkallad efter den kinesiske astronomen och matematikern Zhang Heng.
Asteroiden har en diameter på ungefär 13 kilometer och den tillhör asteroidgruppen Koronis.